# José Manuel Malhão Pereira
José Manuel Malhão Pereira ComSE é um oficial superior da Marinha Portuguesa, onde ingressou em 1959, e mestre em História dos Descobrimentos e da Expansão Portuguesa, que tem vários trabalhos editados sobre estes assuntos com especial destaque para o mar.
É licenciado em Ciências Sócio Militares pela Escola Naval. Fez os cursos de Fuzileiro Especial e de Especialização em Navegação, e é Mestre em História dos Descobrimentos e da Expansão Portuguesa pela Universidade Nova de Lisboa e Doutor em História e Filosofia das Ciências pela Faculdade de Ciências de Lisboa.
Estando com a graduação de capitão-de-mar-e-guerra, em 10 de Junho de 2013, foi agraciado com a comenda da Ordem Militar de Sant'Iago da Espada.
Entre outras funções na Armada Portuguesa, prestou serviço na Guiné em duas comissões de combate, uma como fuzileiro e outra como comandante de um navio. Foi durante largo período instrutor e professor de Navegação da Escola Naval, tendo ainda comandado a corveta Honório Barreto, o NE Vega e do Navio Escola Sagres (1989 - 1992)
Foi igualmente o primeiro Director da Marina Expo.
É membro do Centro Interuniversitário de História das Ciências e da Tecnologia (CIUHCT), pólo da Universidade Nova de Lisboa (UNL), assim como da Academia de Marinha e Vice-Secretário da Secção de Artes Letras e Ciências; membro do Conselho Supremo de Sociedade Histórica da Independência de Portugal (S.H.I.P .); sócio da Sociedade de Geografia de Lisboa e do Instituto de Cultura Europeia e Atlântica (I.C.E.A.). E ainda membro do Centro Português de Estudos Asiáticos, do Centro de História das Ciências da Faculdade de Ciências da Universidade de Lisboa, e do Institute for Social Sciences and Humanities, de Thalassery (Tellicherry), na Índia.
É casado com a escritora Cristina Malhão-Pereira

## Obras publicadas
- "Experiências Com Instrumentos da Época dos Descobrimentos", in Mare Liberum nº 7, Lisboa, Comissão Nacional para as Comemorações dos Descobrimentos Portugueses, 1994.
- "A Viagem de Vasco da Gama e a Navegação à Vela", in IV Simpósio de História Marítima, Lisboa, Academia de Marinha 1996.
- "The Predecessors of Vasco da Gama", San Diego, San Diego Cabrilho Festival, 1997.
- "Vasco da Gama na Costa Indiana em 1498", Lisboa, Academia de Marinha, 1997.
- "The Harbour of Pandarane. An Important Harbour on the Coast of Malabar", in IXth Seminar on Indo- Portuguese History, New Delhi, Indian National Science Academy, 1998.
- "Estudo náutico da Viagem de Vasco da Gama", in A viagem de Vasco da Gama à Índia, Lisboa, Academia de Marinha, 1999.
- "A Derrota de Álvares Cabral no Atlântico em 1500 e as Viagens e Roteiros da Carreira da Índia", in VI Simpósio de História Marítima, Lisboa, Academia de Marinha, 2000.
- "Experiências com Instrumentos e Métodos Antigos de Navegação", Lisboa, Academia de Marinha, 2000.
- "Norte dos Pilotos. Guia dos Curiozos, de Manuel dos Santos Raposo. Um Livro de Marinharia do Século XVIII". Estudo Crítico, dissertação de Mestrado em História dos Descobrimentos e da Expansão Portuguesa, Lisboa, Universidade Nova de Lisboa, 2001.[1]
- "Da Viagem de Fernão de Magalhães ao Estabelecimento da Rota da Especiaria de Espanha. Factores Náuticos e Meteorológicos", in VII Simpósio de História Marítima, Academia de Marinha, 2001.
- "The Mighty Red Sea", International Seminar on Maritime Activivies in India With Rreference to the Portuguese 1500-1800, Universidade de Goa, Academia da Marinha, Lisboa, Instituto Hidrográfico, 2001
- "Academia da Marinha East and West Encounter at Sea", Seminário «On Maritime Malabar and the Europeans (1500-1962)», em Tellichery (União Indiana) em 16 de Janeiro de 2002
- "The Stellar Compass and the Kamal. An Interpretation of its Practical Use", in Proceedings of the International Seminar on Marine Archeology, Delhi, 2003, e também publicado pela Academia de Marinha (Lisboa, 2003).
- "A Náutica, a Hidrografia e a Meteorologia, na Ars Nautica de Fernando Oliveira", Lisboa, Academia de Marinha, 2003.
- "Algumas Considerações de Ordem Crítica ao Livro", 1421, «The Year China Discovered the World», de Gavin Menzies, Lisboa, Academia de Marinha, 2004.
- "As Técnicas Náuticas Pregâmicas no Índico", Lisboa, Academia de Marinha, 2004.
- "O Cabo da Boa Esperança e o espólio náutico submerso", Lisboa, Academia da Marinha, MR - Artes Gráficas, Lda, 2005
- "Ideas for Cooperative Research on Early Cartography and Pilot-books of Eastern Asia and Western Pacific", Nanjing, International Forum on the 600th Anniversary of Cheng Ho, 2005. (A publicar).
- "A evolução da técnica náutica portuguesa até ao uso do método das distâncias lunares", XII Reunión Internacional de História de la Náutica y de la Hidrografía, Setembro de 2004, in La ciência y el mar, María Isabel Vicente Maroto; Mariano Esteban Piñeiro eds., Valladolid, Universidad de Valladolid, 2006, p. 125-147
- "A Ciência Náutica e o Contacto Entre os Povos", Lisboa, Centro Científico e Cultural de Macau, 2006 (a publicar).
- "Aspectos Náuticos das Viagens de Cheng Ho", VII Semana Cultural da China no Instituto Superior de Ciências Sociais e Políticas - Universidade Técnica de Lisboa, 19 a 24 de Janeiro de 2004, in ESTUDOS SOBRE A CHINA VII, Lisboa, ISCSP, 2005, p. 109-142.
- "Com Jin Guo Ping, Navegações chinesas no século XV. Realidade e ficção", Academia da Marinha, António Coelho Dias, S. A., ISBN 972-781-095-0, 2006
- "Algumas das consequências geográficas e náuticas das navegações chinesas do século XV", Academia da Marinha, 2006
- "Nine Portuguese ships wrecked and nine sites identified. A nautical study of their voyages from India to the South-African Coast", Second Portuguese Maritime Archaeology and History Conference, of the Centre for Portuguese Nautical Studies, Mossel Bay, 2006
- "Estudos da história da Náutica e das navegações de alto-mar", quatro volumes, Comissão Cultural de Marinha, 2012-2013-2019-2021

- "Um manuscrito de cerca de 1767, do P. José Monteiro da Rocha, S.J. com uma solução matemática para a obtenção da longitude pelas distâncias lunares", Cuadernos de Estúdios Borjanos, vol. 50-51, 2007-2008, p. 339-394